# Escut de Pi
L'escut oficial de Pi té el següent blasonament:
Escut caironat: de sinople, un pi de sable.

## Història
Va ser aprovat el 10 de desembre del 2008 i publicat al DOGC el 5 de gener del 2009.
El pi és el senyal parlant propi i tradicional d'aquesta població com a mínim des del 1918 i fa referència al topònim de la localitat.
Com és norma en tots els escuts de les entitats municipals descentralitzades, el de Pi no porta corona.